# سست‌ماهی
سُست‌ماهی (نام علمی: Cynoscion regalis) نام یک گونه از تیره شوریده‌ماهیان است.
سست‌ماهی ماهی‌ای است دریارو، میان‌جثه و باریک‌اندام، که در امتداد ساحل شرقی آمریکای شمالی یافت می‌شود. سر و پشت این ماهی قهوه‌ای تیره با ته‌رنگ سبزمانند است. دو پهلوی آن نقره‌ای کم‌رنگ است با خال‌های تیره و شکمش سفید است.
دلیل نام‌گذاری آن سست بودن ماهیچه‌های دهان این ماهی است که اغلب باعث می‌شود قلاب از دهانش آزاد شود و ماهی بگریزد.
سست‌ماهی تا طول یک متر و وزن ۹ کیلوگرم رشد می‌کند. زیستگاه آن در امتداد سواحل شرقی آمریکای شمالی از نوا اسکوشیای کانادا تا شمال فلوریدا است. سست‌ماهی در فلوریدا هم برای تفریح و هم برای مقاصد تجاری صید می‌شود.